# Grabowiec (gemeente)
De gemeente Grabowiec is een landgemeente in het Poolse woiwodschap Lublin, in powiat Zamojski.
De zetel van de gemeente is in Grabowiec.
Op 30 juni 2004 telde de gemeente 4685 inwoners.

## Oppervlakte gegevens
In 2002 bedroeg de totale oppervlakte van gemeente Grabowiec 128,88 km², waarvan:
- agrarisch gebied: 85%
- bossen: 10%

De gemeente beslaat 6,88% van de totale oppervlakte van de powiat.

## Demografie
Stand op 30 juni 2004:
| Omschrijving                   | Totaal | Totaal | Vrouwen | Vrouwen | Mannen | Mannen |
| ------------------------------ | ------ | ------ | ------- | ------- | ------ | ------ |
| eenheid                        | aantal | %      | aantal  | %       | aantal | %      |
| inwoners                       | 4685   | 100    | 2363    | 50,4    | 2322   | 49,6   |
| bevolkingsdichtheid (inw./km²) | 36,4   | 36,4   | 18,3    | 18,3    | 18     | 18     |

In 2002 bedroeg het gemiddelde inkomen per inwoner 1095,76 zł.

## Administratieve plaatsen (sołectwo)
Bereść, Bronisławka, Cieszyn, Czechówka, Dańczypol, Grabowiec-Góra, Grabowiec, Grabowczyk, Henrykówka, Hołużne, Majdan Tuczępski, Ornatowice, Ornatowice-Kolonia, Rogów, Siedlisko, Skibice, Skomorochy Małe, Skomorochy Duże, Szczelatyn, Szystowice, Tuczępy, Wolica Uchańska, Wólka Tuczępska, Żurawlów.

## Aangrenzende gemeenten
Kraśniczyn, Miączyn, Sitno, Skierbieszów, Trzeszczany, Uchanie, Wojsławice.
- Library of Congress Control Number: nr98038533
- Nationale Bibliotheek van Israël: 987007538186105171
- Virtual International Authority File: 124783956